# Flight to Atlantica
"Flight to Atlantica" is de 30e aflevering van de televisieserie Captain Scarlet and the Mysterons, een sciencefictionserie waarin gebruikgemaakt wordt van de poppenspeltechniek supermarionation. De aflevering werd voor het eerst uitgezonden op ATV Midlands in Engeland op 30 april 1968. Qua productievolgorde was het echter de 28e aflevering.

## Verhaal
In Cloudbase, verwacht Spectrumpersoneel een bijeenkomst. In de Lounge stelt Captain Scarlet voor dat hij en zijn mede-officieren naar de conferentiekamer gaan. In de controlekamer vraagt Colonel White zich af waarom Lieutenant Green voortdurend de tijd controleert.
Op de benedenverdieping inspecteren de kapiteins een aantal flessen champagne. De Angels zijn op weg en Captain Blue laat Green via de radio weten dat het misschien verstandig is een rapport op te stellen. White is te druk bezig om te zien de luitenant zijn post verlaat. Met iedereen behalve White aanwezig, wordt de champagne geopend. Maar niemand merkt dat de Mysteronringen boven de flessen zweven.
Scarlet herinnerd iedereen eraan dat het 7 juli is, en dat Spectrum nu officieel een jaar oud is. Scarlet brengt een toost uit op de organisatie. Maar terwijl iedereen zijn champagne drinkt, stoot Blue Scarlets glas per ongeluk uit zijn hand en het valt kapot op de grond.
Ondertussen heeft White Greens afwezigheid opgemerkt. Hij betreedt de conferentiekamer en eist op barse toon te weten wat hier gaande is. Volgens Scarlet is de champagne niet alcoholisch, en werd het naar hen gestuurd door iemand die de organisatie het beste toe wilde wensen. De beveiliging kon er niets verdachts aan ontdekken. Desondanks beveelt White iedereen om terug te gaan naar zijn post.
Via een radiobericht laten de Mysterons weten dat het complex van de wereldmarine in Atlantica zullen vernietigen. In Cloudbase bekijkt Scarlet een lay-out van de onderwaterbasis. Als een vliegtuig een bepaald gebied rond de basis betreedt, zullen raketten het meteen neerschieten. Het verdedigingsmechanisme wordt bestuurd door elektronica in de controletoren en de duikboten rondom de basis kunnen elk vijandelijk schip verwoesten. Hoewel het complex onneembaar lijkt, stuurt Colonel White toch Symphony Angel voor een luchtpatrouille. Eenmaal opgestegen beantwoordt Symphony niet langer Greens radio-oproepen en maakt bijna een duikvlucht de zee in. Ze komt net op tijd weer bij zinnen en geeft Green details over haar huidige zichtbaarheid.
In Cloudbase onthult White dat gezien de dreiging van de Mysterons, Spectrum een operatie zal starten om alle scheepswrakken die richting Atlantica drijven te bombarderen. Hij geeft Blue en Ochre het bevel om een V17 luchtmachtbommenwerper te gebruiken voor dit doel.
Op Maxwell Field krijgen Blue en Ochre instructies omtrent hun missie van Commandant Williams, die verklaart dat de bommen waarmee het vliegtuig is geladen speciaal zijn gemaakt voor dit doel. De Spectrumofficieren zijn er echter niet bij met hun aandacht en lijken hun plicht te zijn vergeten. Terwijl ze vertrekken merken ze zelfs niet op dat Captain Black hun instructies en navigatiedocumenten omwisselt voor anderen. Ze vertrekken met Blue als piloot en Ochre als navigator.
In Cloudbase kan Green geen contact meer krijgen met Symphony en informeert White dat ze 200 mijl van haar koers is afgeweken. Angels twee en drie worden gelanceerd, maar met hen gebeurt hetzelfde. Green en het andere Cloudbase personeel worden al net zo onverantwoordelijk voor hun daden. White en Scarlet merken dat ze de enige zijn die niet zijn aangetast. White vermoed dat er iets in de champagne zat. White en Scarlet zijn de enige die er niet van hebben gedronken (White omdat hij in zijn kantoor zat, en Scarlet omdat Blue het glas uit zijn handen stootte).
Aan boord van de V17 leest Ochre de instructies en zegt nonchalant dat ze de eerste bom op de controletoren van het verdedigingsmechanisme moeten laten vallen, en de tweede op de Atlantica Basis. Geen van beide beseft dat deze instructies onmogelijk kunnen kloppen. In de Cloudbase ziekenboeg analyseert Scarlet de champagne. Hij concludeert dat de champagne inderdaad een chemisch component bevat dat geheugenverlies veroorzaakt. White wordt gecontacteerd door Commandant Williams. De Angels zijn volgens hem veilig geland, maar Ochre en Blue zijn zojuist het beschermde gebied van de Atlantica Basis binnengevlogen. White en Scarlet vertrekken met een jet om de zaak te onderzoeken.
Blue en Ochre laten de eerste bom vallen en de controletoren explodeert, wat de verdedigingsraketten op hol laat slaan. Ochre valt in slaap en Blue blokkeert alle noodberichten met jazzmuziek terwijl hij zich voorbereidt op het tweede bombardement. Scarlet en White bereiken de gevarenzone en vuren een raket af vanuit hun jet die de V17 treft. Blue gebruikt de schietstoellen van zowel hemzelf als Ochre.
Enige tijd later in Cloudbase roept White iedereen bij elkaar. Het effect van de champagne is uitgewerkt, maar de Mysterons zijn toch deels geslaagd in hun aanslag. Hij herinnert iedereen aan het belang van discipline. Ook maakt hij bekend dat het personeel ernaast zat met de datum van hun feestje. Vandaag, 10 juli, is Spectrums verjaardag omdat de President van de Wereld pas 3 dagen nadat het officiële document van Spectrum was opgesteld zijn handtekening erop zette. White brengt nu een toost uit, en dit keer met echte champagne.

## Rolverdeling

### Reguliere stemacteurs
- Captain Scarlet — Francis Matthews
- Captain Blue — Ed Bishop
- Colonel White — Donald Gray
- Lieutenant Green — Cy Grant
- Captain Ochre — Jeremy Wilkin
- Symphony Angel — Janna Hill
- Stem van de Mysterons — Donald Gray

### Gastrollen
- Commandant Williams — Gary Files
- Sergeant — Shane Rimmer

## Fouten
- De laatste scène van deze aflevering zou zich afspelen op 10 juli 2068. Dit is echter dezelfde datum waarop “Winged Assassin” en “Treble Cross” zich zouden afspelen.

## Trivia
- De cockpit van de bommenwerper werd eerder gebruikt voor de aflevering “Flight 104”.
- In deze aflevering werd onthuld dat Spectrum is opgericht in juli 2067. Op 7 juli van dat jaar werd het officiële document opgesteld, en op 10 juli ondertekende de President van de Wereld dit document.
- De muziek waar Blue en Ochre naar luisteren in de bommenwerper is “Dangerous Game”, het muzieknummer waar de Thunderbirdsaflevering “The Cham-Cham” geheel om draaide.
- Ironisch genoeg werd het vliegtuig waar Blue en Ochre in deze aflevering mee vliegen ook gebruikt in The Cham-Cham.